# 杉森神社のオハツキイチョウ

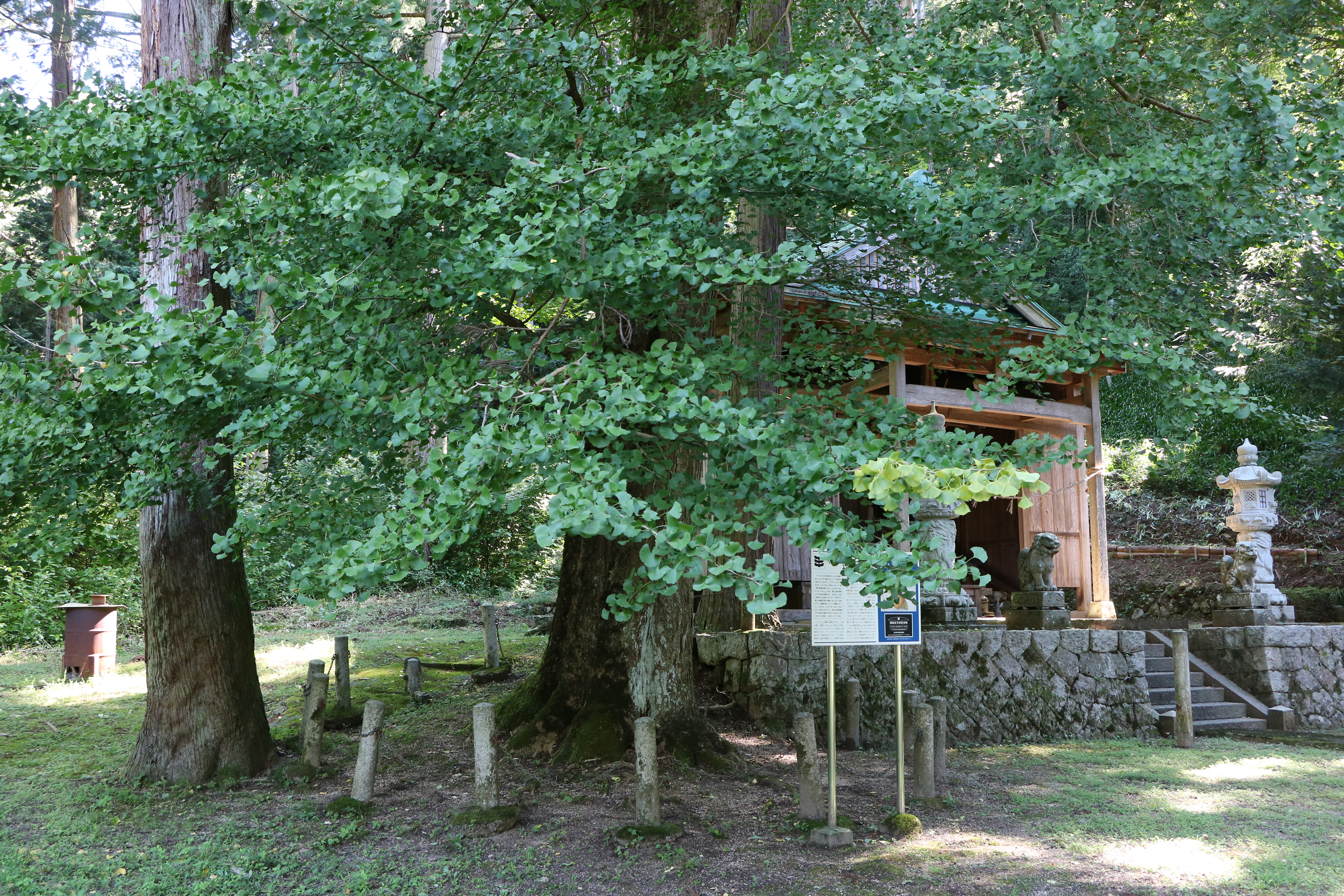
杉森神社のオハツキイチョウ（西側の株）。2019年9月8日撮影。

杉森神社のオハツキイチョウ（すぎもりじんじゃのオハツキイチョウ）は、福井県大飯郡高浜町六路谷（ろくろだに）にある国の天然記念物に指定されたオハツキイチョウである。
国の天然記念物のオハツキイチョウの指定件数は日本全国に7件あるが、そのうちの1件であり、杉森神社境内に生育する雌株のオハツキイチョウ2株が、1935年（昭和10年）8月27日に国の天然記念物に指定された。

## 解説

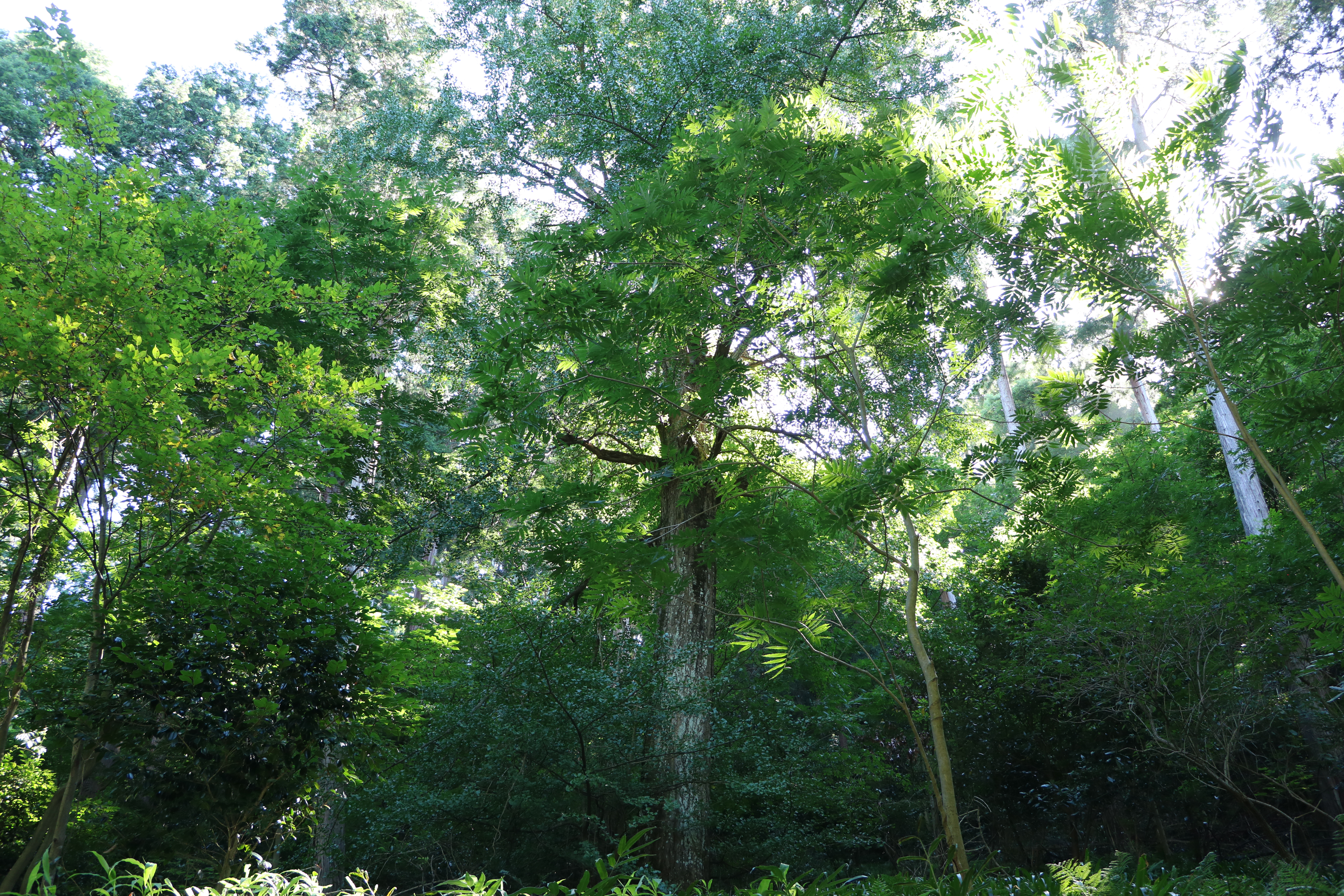
杉森神社ののオハツキイチョウ（東側山腹斜面の株）。 2018年9月8日撮影。

杉森神社のオハツキイチョウのある福井県大飯郡高浜町は、若狭湾に面した日本海沿いの福井県の西端に位置する町で、福井県のみならず北陸地方最西端の自治体でもある。国の天然記念物に指定されたオハツキイチョウの生育する杉森神社は、すぐ西に隣接する京都府舞鶴市との境界にある青葉トンネルから、東へ数百メートルしか離れていない国道27号線沿いに鎮座しており、福井県西端の自治体である高浜町の中でも最西端付近に位置している。
オハツキイチョウは杉森神社の境内に2株あり、いずれも雌株で国の天然記念物に指定されている。1株は社殿後方東側の山腹斜面にあり、樹高約32メートル、根元の周囲約3.5メートル、目通り幹囲約2.9メートル。もう1株は社殿前方のすぐ西側にあり、樹高約32メートル、根元の周囲約3.4メートル、目通り幹囲約2.7メートルである。
いずれも樹齢は不明であるが、高浜町教育委員会が設置した現地解説板によると、2つの株はそれぞれが樹高約36メートルと約39メートルとあり、数値は資料によりにバラつきがある。
オハツキイチョウは葉の縁や葉上などにギンナンが結実（お葉付き）するイチョウの変種であるが、杉森神社のオハツキイチョウの2株の場合、オハツキになるのはいずれも全体の約3割ほどであり、残りの約7割りは正常なギンナンを付ける。ただし葉の上に結実する割合は一定しておらず、その年によって増減するという。また、オハツキになる葉の大きさは、他所のオハツキイチョウの葉と比較すると狭小である。

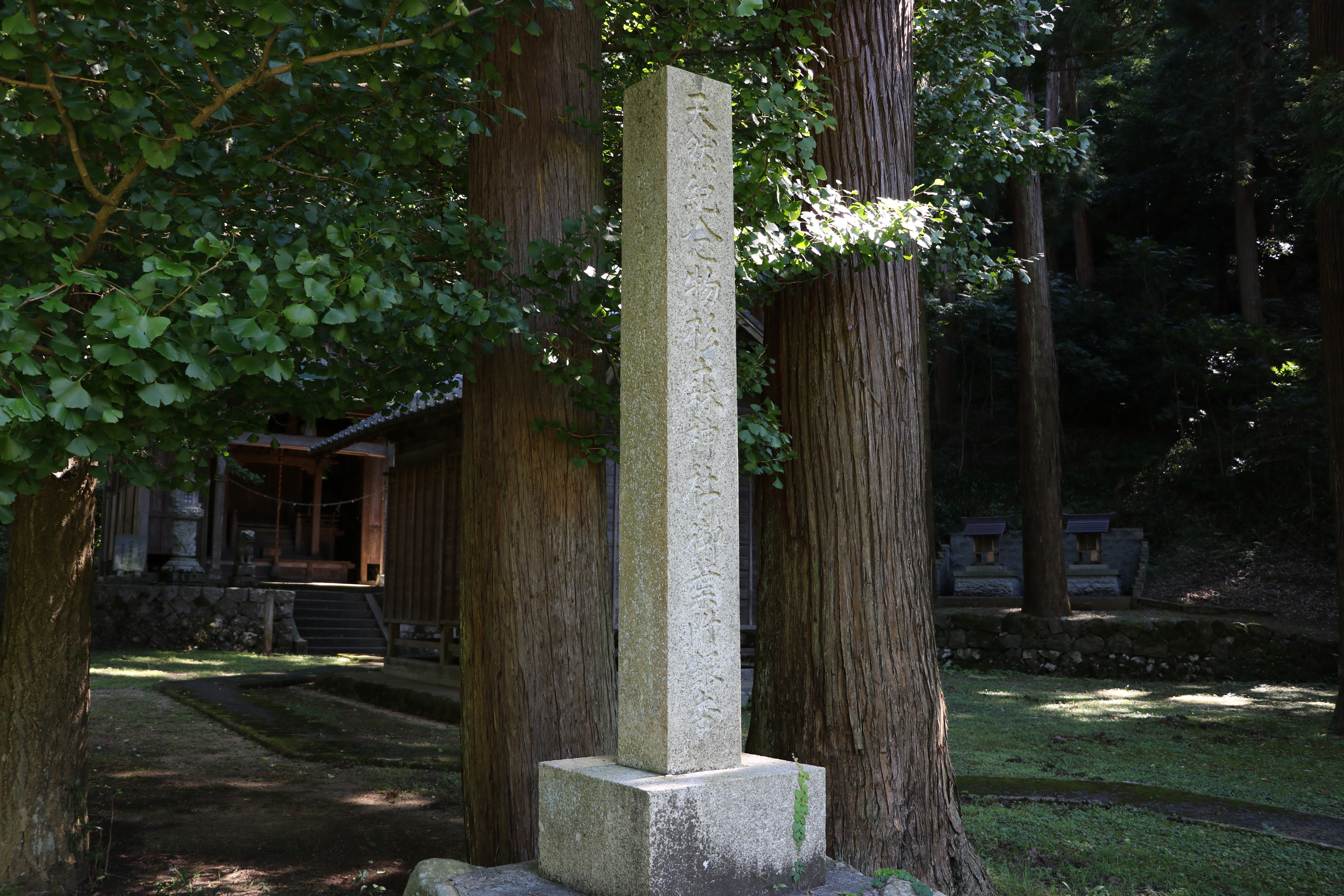
天然記念物指定石碑。
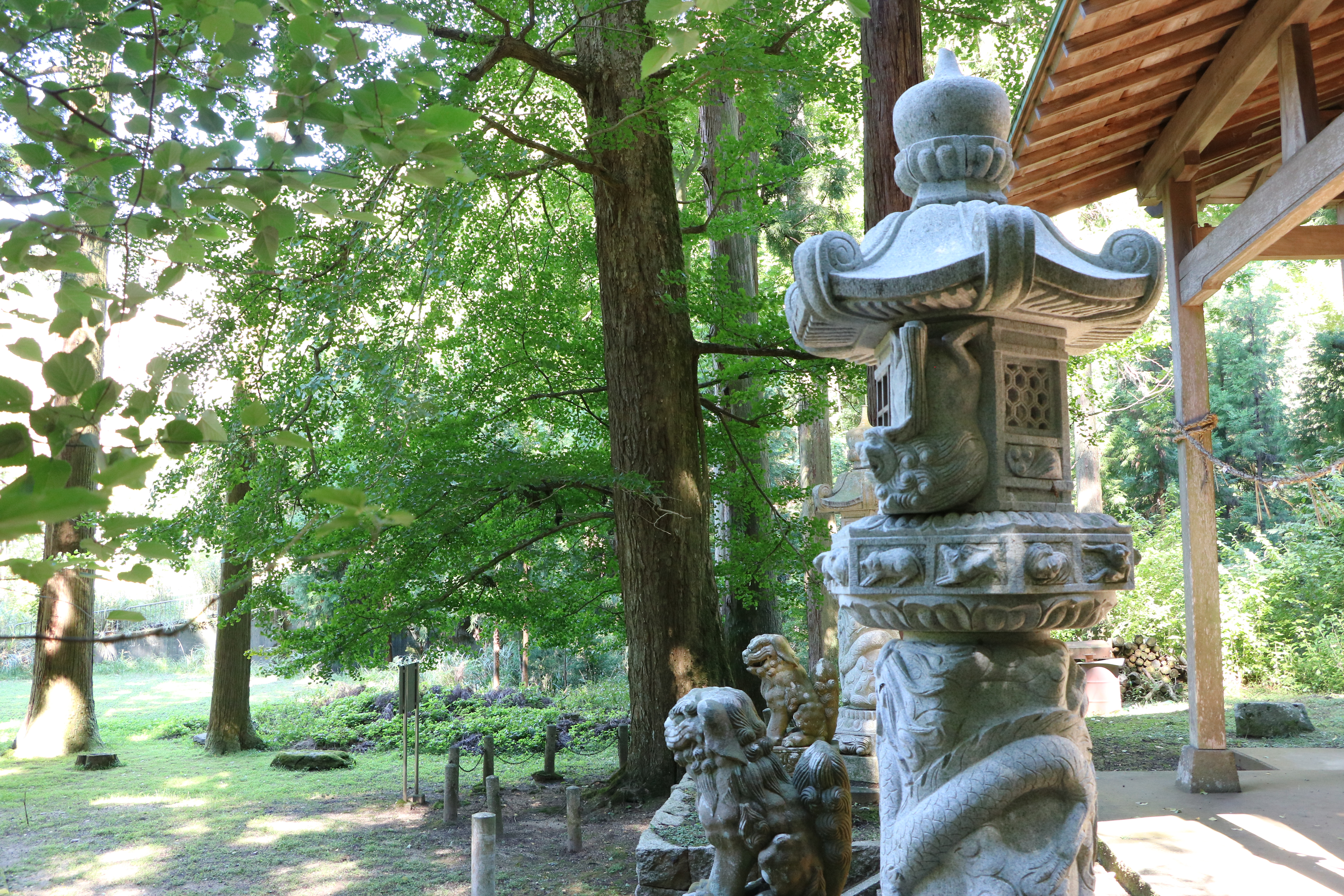
西側の株は社殿に隣接して生育している。
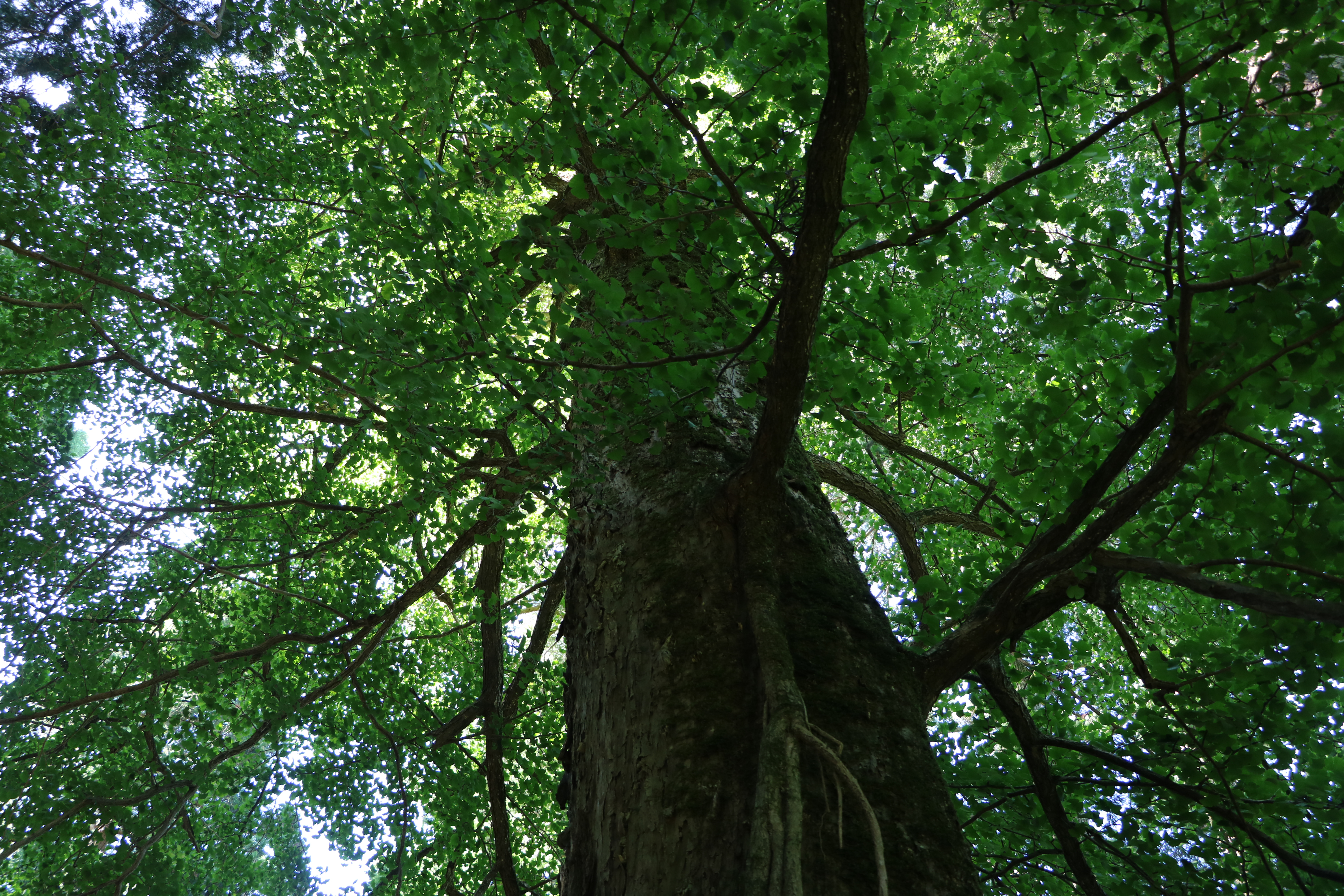
西側の株。

## 交通アクセス
所在地
- 福井県大飯郡高浜町六路谷[3]。

交通
- JR小浜線青郷駅下車。バス約5分[9]。